# Mäe-Suhka
Mäe-Suhka es una aldea del municipio de Rõuge, en el condado de Võru, Estonia, con una población censada a final del año 2011 de 10 habitantes. 
Se encuentra ubicada al sur del condado, cerca del Suur Munamägi —el punto más alto del país, con 318 metros—, del lago Rõuge Suurjärv y de la frontera con Letonia y Rusia.